# Капаев, Руслан Бекбосунович
Руслан Бекбосунович Капаев (род. 29 ноября 1980 года) — кыргызстанский тяжелоатлет.

## Карьера
В 2004 году на чемпионате Азии был девятым в категории до 94 кг.
На Азиаде 2006 года в Дохе был седьмым. На чемпионате мира 2006 года не справился с начальным весом в толчке. Бронзовый призёр чемпионата мира среди студентов 2006 года.
Чемпион Азии 2007 года в категории до 94 кг. В рывке был первым — 158 кг, вторым — в толчке (195 кг), сумма составила 353 кг. На чемпионате мира 2007 года был уличён в применении запрещённых препаратов и был дисквалифицирован на 2 года.